# Agenția Națională de Integritate
Agenția Națională de Integritate (A.N.I.) este o instituție independentă operațional din România, ce exercită un control administrativ, specializată în verificarea averilor dobândite în timpul exercitării unei funcții publice, conflictelor de interese și a incompatibilităților.
Agenția a fost înființată în anul 2007 prin adoptarea Legii nr.144/2007 privind înființarea, organizarea și funcționarea Agenției Naționale de Integritate. Începând cu anul 2021 Funcția de Președinte al Agenției Naționale de Integritate este deținută de Florin Ionel Moise iar cea de Secretar General de către Silviu Ioan Popa.

## Istoric

### Adoptarea Legii nr.144/2007
Controlul averilor și adoptarea unui mecanism eficient de verificare a declarațiilor de avere, a constituit o recomandare constantă a Uniunii Europene, de-a lungul procesului de aderare a României la Uniunea Europeană, fapt consemnat și în documentul de poziție comună al Uniunii pe domeniul justiției și afaceri interne (capitolul 24)
Grupul Statelor Anticorupție al Consiliului Europei (GRECO) a adoptat o poziție similară. Una dintre recomandările GRECO, ca urmare a evaluării din 2005, se referea la necesitatea îmbunătățirii mecanismului de verificare a averilor și conflictelor de interese
Ca urmare a acestor recomandări, unul dintre obiectivele prevăzute în Strategia Națională Anticorupție 2005-2007, adoptată de Guvernul României prin H.G. nr. 231/2005, a fost „Combaterea corupției prin mijloace administrative”
Conform planului de acțiune pentru implementarea Strategiei, una dintre măsurile aflate în sarcina Ministerului Justiției era revizuirea cadrului legislativ în sensul desemnării unei instituții abilitate să verifice și să controleze declarațiile de avere, de interese și stările de incompatibilitate.
În iulie 2006, proiectul de lege a fost aprobat de Guvern și înaintat Parlamentului. Astfel, la data de 9 mai, a fost adoptată Legea nr.144/2007 privind înființarea, organizarea și funcționarea Agenției Naționale de Integritate.

### Decizia Curții Constituționale și legea ulterioară
Legea nr.144/2007 privind înființarea, organizarea și funcționarea Agenției Naționale de Integritate a fost atacată de mai multe ori la Curtea Constituțională.
În perioada 2008 – 2010, Curtea Constituțională a respins 9 excepții de neconstituționalitate referitoare la această lege.
Prin Decizia nr.415/2010, publicată în Monitorul Oficial, Partea I, nr.294 din 5 mai 2010, excepțiile de neconstituționalitate ridicate cu privire la prevederile Capitolului I cu art.1-9, art.11 lit.e), f) și g), art.12 alin.(2), art.14 lit.c), d), e) și f), art.42 alin.(2), (3) și (4) și Capitolul VI cu art.45-50 au fost admise. 
Prin Legea nr.176/2010  privind integritatea în exercitarea funcțiilor și demnităților publice, pentru modificarea și completarea Legii nr.144/2007 privind înființarea, organizarea și funcționarea Agenției Naționale de Integritate, precum și pentru modificarea și completarea altor acte normative, publicată în Monitorul Oficial, Partea I, nr.621 din 2 septembrie 2010, dispozițiile constatate neconstituționale au fost înlocuite. 

## Competențe
Agenția exercită următoarele atribuții:
- verifică declarațiile de avere și de interese;

- efectuează controlul depunerii la termen a declarațiilor de avere și a declarațiilor de interese de către persoanele prevăzute de lege;

- constată că între averea dobândităpe parcursul exercitării funcției și veniturile realizate în aceeași perioadă există o diferență vădită, care nu poate fi justificată și sesizează instanța competentă pentru stabilirea părții de avere dobândită sau a bunului determinat dobândit cu caracter nejustificat, a cărui confiscare o solicită;

- constată nerespectarea dispozițiilor legale privind conflictul de interese și regimul incompatibilităților;

- sesizează organul de urmărire penală dacă există probe sau indicii temeinice privind săvârșirea unor fapte prevăzute de legea penală;

- aplică sancțiunile și ia măsurile prevăzute de lege în competența sa sau, după caz, sesizează autoritățile ori instituțiile competente în vederea luării măsurilor și aplicării sancțiunilor prevăzute de lege;

- elaborează studii, analize, întocmește statistici anuale privind declarațiile de avere, declarațiile de interese precum și cu privire la verificarea acestora, efectuată de către cei în drept și dezvoltă relații de parteneriat cu persoanele care exercită demnitățile și funcțiile prevăzute de prezenta lege, inclusiv prin acordarea de servicii de asistență;

- elaborează și difuzează ghiduri practice sau alte materiale în domeniu, întocmind propriile materiale în acest sens, având în vedere practica organelor judiciare.

Ca și proceduri instituite de lege, în cazul averilor nejustificate, dacă inspectorii de integritate constată că există o diferență vădită (10.000 Euro) între averea dobândită și veniturile câștigate, ei se vor adresa instanței, solicitând confiscarea părții dobândite în mod nejustificat.
Ca pedeapsă complementară deciziei de confiscare, se aplică interdicția dreptului de a mai exercita o funcție sau o demnitate publică, cu excepția celor elective, pe o perioada de trei ani.
În cazul conflictului de interese, actele juridice sau administrative încheiate direct sau prin persoane interpuse, cu încălcarea legii, sunt lovite de nulitate absolută, sancțiunile disciplinare putând merge până la eliberarea din funcție. În plus, persoana care a încălcat obligațiile legale privind conflictul de interese este decăzută din dreptul de a mai exercita o funcție sau o demnitate publică, cu excepția celor elective, pe o perioadă până la 3 ani de la data eliberării sau destituirii din funcția sau demnitatea publică respectivă. Interdicția se dispune, la solicitarea Agenției, către instanța competentă, ca sancțiune complementară, în cazul confiscării unei părți din averea dobândită sau a unui bun determinat, ori în cazul conflictului de interese.
Prin adoptarea Legii nr. 144/2007, România a devenit prima țară europeană care a creat o instituție specializată în verificarea averilor, conflictelor de interese și respectării regimului incompatibilităților. Cu toate că obligativitatea declarării averilor exista încă din anul 1996 și că declarațiile de avere au devenit documente publice încă din anul 2003, mecanismele de control erau greu de utilizat iar controlul conflictelor de interese nu fusese niciodata exercitat în mod sistematic.
Odată cu înființarea A.N.I., aceste deficiențe sunt înlăturate, instituția monitorizând permanent declarațiile de avere/interese, conflictele de interese și regimul incompatibilităților în vederea asigurării exercitării funcțiilor și demnităților publice în condiții de imparțialitate, integritate, transparență.

## Persoană expusă public
O persoană expusă public (PEP) deține sau a deținut o funcție politică importantă sau o funcție publică. Persoanele vizate trebuie să se afle într-o poziție care să le permită să influențeze politica, agendele publice sau să ia decizii economice sau financiare semnificative care pot avea un impact asupra publicului.
Agenția Națională de Integritate are obligația de a întocmi lista funcțiilor publice importante.
Prin funcții publice importante se înțeleg: 
- șefi de stat, șefi de guvern, miniștri și miniștri adjuncți sau secretari de stat;
- membri ai Parlamentului sau ai unor organe legislative centrale similare;
- membri ai organelor de conducere ale partidelor politice;
- membri ai curților supreme, ai curților constituționale sau ai altor instanțe judecătorești de nivel înalt ale căror hotărâri nu pot fi atacate decât prin căi extraordinare de atac;
- membri ai organelor de conducere din cadrul curților de conturi sau membrii organelor de conducere din cadrul consiliilor băncilor centrale;
- ambasadori, însărcinați cu afaceri și ofițeri superiori în forțele armate;
- membrii consiliilor de administrație și ai consiliilor de supraveghere și persoanele care dețin funcții de conducere ale regiilor autonome, ale societăților cu capital majoritar de stat și ale companiilor naționale;
- directori, directori adjuncți și membri ai consiliului de administrație sau membrii organelor de conducere din cadrul unei organizații internaționale.

## Declanșarea investigațiilor
Agenția poate declanșa investigațiile:
- din oficiu,

- la sesizarea oricărei persoane fizice sau juridice interesate

Sesizarea din oficiu se face pe baza unui proces-verbal de sesizare, întocmit de Președintele Agenției.
Sesizarea de verificare depusă de persoana fizică sau juridică trebuie semnată și datată, sub sancțiunea neluării în considerare.
Aceasta trebuie sa indice dovezile și informațiile pe care se întemeiază, precum și sursele de unde acestea pot fi solicitate.

## Principii de funcționare
Agenția își desfășoară activitatea pe baza principiilor legalității, imparțialității, independenței, celerității, dreptului la apărare, al bunei administrări și al independenței operationale.
Potrivit principiului independenței operaționale, președintele, vicepreședintele și inspectorii de integritate nu vor solicita sau primi dispoziții privind derularea verificărilor de la nicio autoritate publică, instituție sau persoană.

## Consiliul Național de Integritate
Consiliul Național de Integritate este organismul care monitorizează activitatea ANI.
CNI are un rol de coordonare a activității Agenției.
El a fost construit pe principiul reprezentării egale a tuturor categoriilor de persoane supuse verificărilor.
Consiliul se reunește trimestrial sau de câte ori este necesar, iar ședințele CNI sunt publice.
Consiliul Național de Integritate are calitate de garant al independenței operaționale a Agenției Naționale de Integritate.
Atribuțiile CNI:
- propune Senatului numirea și revocarea din funcție a președintelui și vicepreședintelui ANI;
- constată suspendarea din funcție a președintelui și vicepreședintelui ANI;
- aprobă regulamentul de desfășurare a concursului pentru selectarea președintelui ANI, tematica de concurs și componența comisiilor, corectarea lucrărilor și soluționarea contestațiilor;
- analizează trimestrial activitatea Agenției în baza informărilor președintelui ANI;
- formulează recomandări referitoare la strategia și activitatea ANI privind controlul averilor și a conflictelor de interese;
- analizează raportul anual de audit extern.

Din punct de vedere al reprezentativității, membrii Consiliului sunt desemnați, după cum urmează:
- un membru desemnat de către fiecare grup parlamentar din Senat, plus grupul minorităților naționale din Camera Deputaților;
- un reprezentant al Ministerului Justiției;
- un reprezentant al Ministerului Finanțelor Publice;
- un reprezentant al Uniunii Naționale a Consiliilor Județene din România, desemnat de adunarea generală, potrivit statutului;
- un reprezentant al Asociației Municipiilor din România, desemnat de adunarea generală, potrivit statutului;
- un reprezentant al Asociației Orașelor din România, desemnat de adunarea generală, potrivit statutului;
- un reprezentant al Asociației Comunelor din România, desemnat de adunarea generală, potrivit statutului;
- un reprezentant al înalților funcționari publici și un reprezentant al funcționarilor publici, desemnați de Agenția Națională a Funcționarilor Publici;
- un reprezentant desemnat de comun acord de asociațiile magistraților, legal constituite;
- un reprezentant desemnat de organizațiile societății civile legal constituite, cu activitate în domeniul drepturilor omului, juridic sau economico-financiar.

## Cadrul legislativ
În iunie 2014, Parlamentul României a încercat promovarea unei legi prin care deputații i-au pus la adăpost pe primarii și pe președinții de Consilii Județene de dosarele de incompatibilitate în care riscau să fie condamnați definitiv pentru conflict de interese.
În iulie 2014, președintele Traian Băsescu a trimis în Parlament, pentru reexaminare, proiectul de lege.